# Alain Blanchet (hockey sur glace)
 (février 2019).
Pour les articles homonymes, voir Alain Blanchet et Blanchet.
Alain Blanchet (né le 14 novembre 1958 à Tours) est un joueur français de hockey sur glace. Il est actuellement président du SACOS et entraîneur du Roller hockey club 17.

## Biographie
Alain Blanchet commence sa carrière professionnelle en 1974 dans son club de formation l'Association des sports de glace de Tours. Lors de sa première année en saison régulière, à 16 ans, Tours menée par son entraîneur Patrick Sawyerr remporte la coupe de France et devient championne de Nationale C. En l'espace de deux ans, Blanchet et les siens mènent l'équipe jusqu'en élite où ils échouent une première fois dans la quête du titre de champion de France durant la saison 1978-1979 : l'ASGT finit vice-championne de France.
Blanchet signe sa plus belle saison en 1979-1980 car l'ASGT devient le premier club professionnel et premier club de plaine à remporter le sacre de champion de France. Blanchet est sélectionné pour le championnat du monde C 1979 .
Les deux saisons suivantes, Blanchet finit deux fois vice-champion de France avec l'ASG Tours,.
Il quitte le club après la saison 1983 pour rejoindre Caen avec qui il ne joue qu'une saison. Après une année en demi-teinte dans le club Caennais, il décide de rejoindre Orléans. La saison précédent la naissance de son fils aîné, Blanchet défend cette fois-ci les couleurs d'Angers qui vient tout juste de rejoindre la première division. Les résultats ne sont pas au rendez-vous et l'équipe finit en poule de relégation, Blanchet met alors fin à sa carrière professionnelle en 1988.
Il s'installe ensuite avec sa famille dans la ville de La Rochelle où il reste passionné par ce sport. Motivé par l'envie de partager sa passion avec ses trois fils, Blanchet s'implique fortement dans l'essor du Roller in line hockey. Il co-fonde le Roller Hockey Club 17 en 1999 et exerce la fonction de vice-président du Comité National de Roller In Line Hockey de 2002 à 2006 en organisant notamment le mondial de Roller Hockey à Paris-Bercy en 2005.
Son fils Valentin Blanchet est sacré champion du monde junior de Roller hockey à Toulouse le 6 juillet 2014,,.

### Création du SACOS
En 2003, Blanchet fonde une association réunissant les joueurs vétérans Français (supérieur à 38 ans) de Roller Hockey : la Soulte d'Animation de la Confrérie Old Star (SACOS). En tant que président de l'association, Blanchet est aussi le sélectionneur et l'entraîneur de cette équipe de France. En 2010, Le CIRILH et la FIRS organisent la première coupe du monde vétéran. Pour cette première édition à Bisley, Blanchet mène les Bleus jusqu'au titre de vice-champion du monde devancé par l'équipe de République tchèque. L'année suivante l'édition se déroule justement en République tchèque, à Beroun, où les Bleus terminent une nouvelle fois à la deuxième place du podium, lourdement vaincu par les tchèques sur le score de 11-0. La France prend enfin sa revanche lors de l'édition 2012, à Pignerol en Italie, où les Bleus s'imposent face à la République tchèque sur le score de 7-3 : Blanchet et son équipe entrent dans l'histoire du sport français en étant la première équipe de Hockey à remporter le titre suprême de champion du monde. Les Bleus remportent une deuxième fois de suite la médaille d'or, chez eux à Anglet, lors de l'édition des Master's World Cup 2013. L'édition 2014 se jouera à Prague où les Tchèques s'imposeront une nouvelle fois chez eux sur le score de 6-1 en finale contre les Bleus.

## Trophées et honneurs personnels
- 1974-1975 : vainqueur de la Coupe de France avec les Mammouths de Tours.
- 1978-1979 : médaillé de Bronze au championnat du monde C 1979.
- 1979-1980 : champion de France avec les Mammouths de Tours [15],[16].
- 2010-2014 :
  - Double champion du monde en tant qu'entraîneur de l'équipe de France vétéran SACOS.
  - Triple vice-champion du monde en tant qu'entraîneur de l'équipe de France vétéran SACOS.